# Johann Ullrich Gerlach
Johann Ullrich Gerlach (* 29. Oktober 1814 in Elm; † 22. September 1893 in Klosterhöfe) war Abgeordneter des Kurhessischen Kommunallandtages.

## Leben
Johann Ullrich Gerlach war der Sohn des Christoph Gerlach und dessen Gemahlin Katharine Heilmann. Er bewirtschaftete den Klosterhof Reith und wurde Bürgermeister in seinem Heimatort Klosterhöfe, einem Stadtteil von Schlüchtern. In indirekter Wahl erhielt er 1881 ein Mandat für den Kurhessischen Kommunallandtag des preußischen Regierungsbezirks Kassel. Er war hier der Vertreter der höchstbesteuerten Grundbesitzer und Gewerbetreibenden und hatte das Amt bis 1885 inne. 